# Фрауэнштайн (Рудные горы)
Фрауэнштайн (нем. Frauenstein) — город в Германии, в земле Саксония. Подчинён административному округу Хемниц. Входит в состав района Средняя Саксония.  Население составляет 3082 человека (на 31 декабря 2010 года). Занимает площадь 58,83 км². Официальный код  —  14 1 77 140.
Город подразделяется на 4 городских района.

## Месторасположение
Город расположен в восточной части природного заповедника Рудные горы/Фогтланд, в 20 км юго-восточнее Фрайберга и в 30 км юго-западнее Дрездена.

## История

### Основание
После обнаружения в XIII веке залежей серебряной руды в окрестностях Райхенау к северо-востоку от замка Фрауэнштайн в долине Куттельбах горняками и ремесленниками был основан поселок. Однако месторасположение поселения оказалось неблагоприятным из-за постоянной угрозы затопления и из-за слишком большой удаленности от замка. После 1470 года поселение было планово перенесено на плато рядом с замком.

### Название и герб
Имя «Фрауэнштайн» впервые встречается в документе 1218 года, в котором говорится о священнике по имени Хейнрикус де Вроунстен (Генрих фон Фрауэнштайн). Сам замок впервые упоминается в 1272 году в договоре о лене (нем. Lehn) как «Castrum Vrowenstein». Среди прочих названий города сохранились следующие варианты написания: Фроувенштайн (Vrouwenstein )(1321 г.), Фровинштайн (Vrowinstein) (1385 г.), Фраувинштайн (Frauwinstein) (1405 г.), Фравенштейн (Frawenstein) (1424 г.) и Фраувенштайн (Frauwenstein) (1439 г.). Название восходит к средневерхненемецкому слову Vrowe, которым называли женщин из высшего сословия (дама, госпожа). Таким образом, религиозная трактовка изображения на гербе города несостоятельна и скорее всего не соответствует действительности.